# Ernestina Lesina
Ernestina Lesina fue una inmigrante italiana socialista que residió en Sao Paulo a principios del siglo XX. En 1910 dirigió el periódico Anima e Vita desde el cual se instaba a las mujeres a organizarse. Su acción política era la defensa de la causa de las mujeres trabajadoras mediante la participación en el debate de ideas estimulado por el periódico. Su nombre está viculado a la Historia del feminismo en Brasil.

## Anima e Vita
Creado en 1910 y dirigido por Ernestina Lesina. Entre los temas que trataba Anima e Vita estaba la comprensión del papel histórico de las mujeres, el anticlericalismo, amor libre, matrimonio, educación, trabajo y maternidad versus familia. Los artículos de Ernestina Lesina están enmarcados en el perfil del ideario socialista a cuya propagación dedicó su vida enfatizando la concienciación de las mujeres y la importancia fundamental de la lucha por sus derechos.
La investigación sobre la trayectoria trayectoria -apuntan las investigadoras- restaura el universo de tensiones vivido en la ciudad de Sao Paulo a principios de los años XX momento de la urbanización intensa y estructuración del sistema.

## Homenajes y reconocimientos
La ciudad de Sao Paulo ha dedicado su nombre a una calle.